# Acianthus amplexicaulis
Acianthus amplexicaulis (F.M.Bailey) Rolfe 1904 es una orquídea de hábito terrestre originaria de Australia.

## Descripción
Es una rara especie de hábito terrestre encontrada en el matorral espeso en alturas de 5 a 600 m s. n. m. cerca de la costa. Tiene una hoja profundamente lobulada, de color verde a ambos lados, cordiforme cerca de mediados del tallo en el que florece una inflorescencia con brácteas y flores en espiral de 3 mm de largo.

## Distribución y hábitat
Se encuentran distribuidas por el norte de Nueva Gales del Sur y el sur de Queensland en Australia entre el matorral espeso en alturas de 5 a 600 m s. n. m.

## Taxonomía
Acianthus bicarinata fue descrita por (F.M.Bailey) Rolfe y publicado en Orchid Review 11: 344. 1904.
Etimología
Acianthus: nombre genérico que deriva de la palabra griega achis (punto) y anthos (flor), refiriéndose a sus sépalos puntiagudos.
amplexicaulis: epíteto latino que significa "con tallos estrechos".
Sinonimia
Los siguientes nombres se consideran sinónimos de Acianthus amplexicaulis:
- Acianthopsis amplexicaulis (F.M.Bailey) Szlach. 2001
- Acianthopsis sublesta (Dockrill) Szlach. 2003
- Acianthella amplexicaulis (F.M.Bailey) D.L.Jones & M.A.Clem. 2004
- Acianthella sublesta (Dockrill) D.L.Jones & M.A.Clem. 2004
- Acianthus sublestus Dockrill 1955
- Listera amplexicaulis (F.M.Bailey) F.M.Bailey 1902
- Microstylis amplexicaulis F.M.Bailey 1891
- Univiscidiatus amplexicaulis (F.M.Bailey) Szlach. 2001
- Univiscidiatus sublestus (Dockrill) D.L.Jones & M.A.Clem. 2002[4][5]